# Journal of the American Society of Nephrology
Das Journal of the American Society of Nephrology, abgekürzt J. Am. Soc. Nephrol. bzw. JASN, ist eine wissenschaftliche Fachzeitschrift, die von der American Society of Nephrology veröffentlicht wird. Sie erscheint mit zwölf Ausgaben im Jahr und veröffentlicht Arbeiten, die sich mit allen Bereichen der Nephrologie beschäftigen.
Der Impact Factor lag im Jahr 2014 bei 9,343. Nach der Statistik des ISI Web of Knowledge wird das Journal mit diesem Impact Factor in der Kategorie Urologie und Nephrologie an dritter Stelle von 76 Zeitschriften geführt.
Diese Zeitschrift ist nicht mit dem Clinical Journal of the American Society of Nephrology zu verwechseln.